# ريكاردو نونيز (لاعب كرة قدم)
ريكاردو نونيز (بالبرتغالية: Ricardo Jorge Novo Nunes‏) هو لاعب كرة قدم برتغالي، ولد في 6 يوليو 1982 في البرتغال. لعب مع أونياو ليريا ونادي أكاديميكا كويمبرا ونادي بورتو ونادي فارزيم ونادي فيتوريا سيتوبال.

## وصلات خارجية
- ريكاردو نونيز على موقع قاعدة بيانات كرة القدم.إي يو (الإنجليزية)
- ريكاردو نونيز على موقع Soccerway.com (الإنجليزية)
- ريكاردو نونيز على موقع عالم كرة القدم.نت (الإنجليزية)
- ريكاردو نونيز على موقع AS.com (الإسبانية)